# Antonio Navarro Santafé

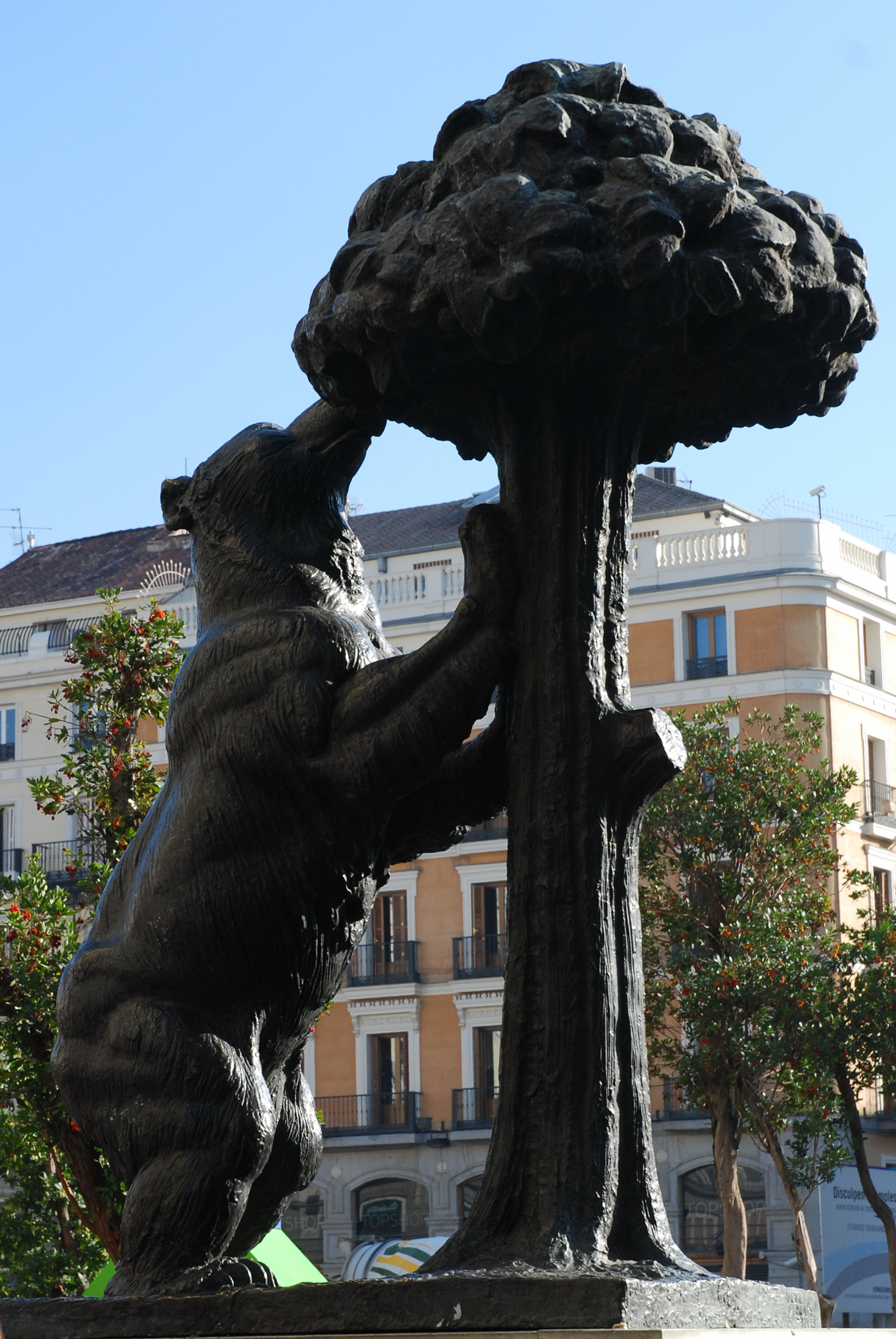
L'escultura de el oso y el madroño en la Puerta del Sol de Madrid, obra de Navarro Santafé.

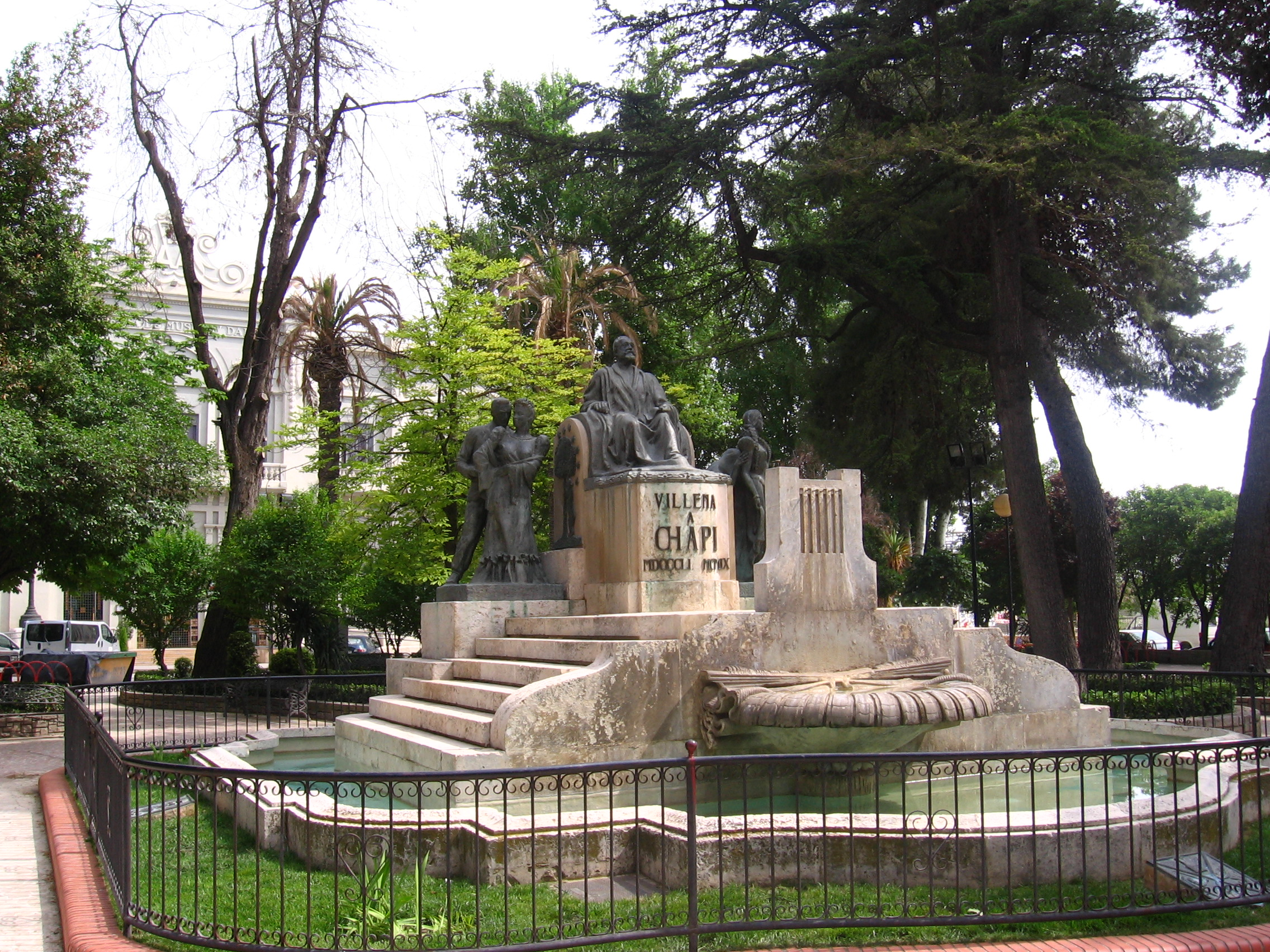
Monument a Chapí a Villena, realitzat per Navarro Santafé.

Antonio Navarro Santafé (Villena, Alt Vinalopó, 22 de desembre de 1906 - 16 de novembre de 1983) va ser un escultor valencià. Molt jove es va traslladar a Madrid junt amb la seva família on va haver de treballar per a ajudar en les necessitats de la casa. Poc després va passar a l'estudi de l'escultor valencià Ortells, deixeble de Benlliure, i allí va realitzar la seva primera escultura, un cap que títula "Campesino" ("Camperol").
A partir de 1930 comença a realitzar importants treballs. Més tard marxa a València, a l'Escola de Belles Arts de Sant Carles i després ingressa com a professor en l'Escola de Ceràmica de Madrid. Posteriorment és nomenat professor de Dibuix en el Col·legi de Sant Ildefons de Madrid i Mestre Canter de l'Ajuntament de la Villa de Madrid.
Navarro Santafé va ser un escultor que va conrear temàtica diversa, que va des de la imagineria de mare de déus i sants, en talla i marbre, al retrat en bust, en el qual aconsegueix fites sensacionals, amb una semblança exacta als retratats, tant en pedra com en bronze. Així ocorre amb l'estàtua sedent del mestre Chapí, en el seu monument a Villena.
És autor del monument a el Oso y el Madroño que se situa en la Puerta del Sol de Madrid; obté el primer premi en el monument al Toro de Brega en el Puerto de Santa María (Andalusia), i, com culminació de tot això, realitza el monument al Cavall de Jerez de la Frontera, de nou a terres andaluses. En 1944 realitza el bust del Comte de Jordana, així com l'emblema oficial de RENFE.